# Phaenicophilus
Phaenicophilus är ett fågelsläkte som traditionellt placerats i familjen tangaror inom ordningen tättingar. DNA-studier visar dock att de tillhör en egen utvecklingslinje tillsammans med de båda karibiska "skogssångarna" Microligea och Xenoligea. Dessa urskiljs numera som den egna familjen sångtangaror, Phaenicophilidae. Sångtangarorna bildar en grupp med likaledes karibiska "tangarorna" i Nesospingus, Spindalis och Calyptophilus som står närmare både skogssångare och trupialer än de äkta tangarorna.
Släktet omfattar endast två arter som enbart förekommer på Hispaniola:
- Svartkronad sångtangara (P. palmarum)
- Gråkronad sångtangara (P. poliocephalus)